# Vincent Klyn
Vincent Klyn (Auckland, 30 de junio de 1960) es un actor y surfista neozelandés.

## Vida y carrera
A la edad de cuatro años él y su familia se mudaron a Hawái. Comenzó a surfear a una edad muy temprana y ya estaba en el Pro Circuit a los 13 años. A mediados de los 80, se convirtió en uno de los cinco mejores surfistas del mundo en el World Wide Surf Tour. 
A finales de los 80 fue descubierto por el cineasta Albert Pyun. Impresionado por el aspecto físico y su intensa mirada, lo contrató para interpretar el papel del villano Fender Tremelo en la película Cyborg (1989), también protagonizada por Jean Claude Van Damme, el héroe de la película. Fue su primer y más famoso papel en una película.
Desde entonces ha aparecido en otras once películas de Albert Pyun hasta la fecha y apareció también en televisión. Su última aparición fue en el 2004 en la película Max Havoc: Curse of the Dragon.

## Filmografía (Selección)
| Año  | Título                         | Título original                | Personaje       | Notas |
| ---- | ------------------------------ | ------------------------------ | --------------- | ----- |
| 1989 | Cyborg                         | Cyborg                         | Fender Tremolo  |       |
| 1989 | Surf Connection                | Red Surf                       | Noga            |       |
| 1991 | Kickboxer II: La Venganza      | Kickboxer 2: The Road Back     | Matón tailandés |       |
| 1991 | Le llaman Bodhi                | Point Break                    | Warchikd        |       |
| 1991 | Dollman                        | Dollman                        | Hector          |       |
| 1992 | Nemesis                        | Nemesis                        | Michelle        |       |
| 1995 | Proyecto Equinox               | Final Equinox                  | Lex             |       |
| 2000 | The Wrecking Crew              | The Wrecking Crew              | Juda            |       |
| 2001 | Gang Land                      | Gangland                       | Lucifer         |       |
| 2004 | Max Havoc: Curse of the Dragon | Max Havoc: Curse of the Dragon | Moko            |       |